# Надельное
Надельное (укр. Надільне) — село в Поморянской поселковой общине Золочевского района Львовской области Украины.
Население по переписи 2001 года составляло 39 человек. Занимает площадь 0,185 км². Почтовый индекс — 80761. Телефонный код — 3265.